# Rudolf Barth
Rudolf Barth (Dortmund, 30 de março de 1913 – Petrópolis, 1 de janeiro de 1978) foi um zoólogo, meteorologista, pesquisador e professor universitário alemão, radicado no Brasil.
Membro titular da Academia Brasileira de Ciências, Barth foi um pioneiro entomólogo nascido na Alemanha. Pesquisador da Instituto Oswaldo Cruz e da Marinha do Brasil, Barth conduziu pesquisas que resultaram em alguns trabalhos científicos inéditos sobre a Ilha da Trindade, onde ele alertou sobre as ameaças ambientais à ilha, diagnosticou problemas ambientais e propôs soluções, além de descrever espécies endêmicas e invasoras.

## Biografia
Barth nasceu na cidade alemã de Dortmund, em 1913. Era o filho mais novo do pastor luterano Friedrich Christian Barth e de Lina Barth. Influenciado desde cedo pelo pai, apreciador da natureza, Barth realizava longas caminhadas e passeios de bicicleta, observando fauna e flora locais e os processos naturais. Seu pai também gostava de escrever prosa e gostava de acompanhar os filhos nos passeios. Seu pai morreu em 1927.
Frequentou o ginásio na cidade de Wesel (1923-1926) e o segundo grau em Tecklenburg (1926-1932), onde o pastor e sua família moraram num castelo no meio de um lago. Em um destes passeios no lago no norte da Alemanha, Barth conheceu sua futura esposa, Lilli Charlotte Wilhelmine Meyer, ambos então com 17 anos.
Ingressou no curso de Zoologia na Universidade de Bonn (1932-1935), obtendo em 1937 o grau de doutor em Zoologia pela mesma instituição sob a orientação do professor August Reichensperger, sobre anatomia e fisiologia de insetos. Seu primeiro emprego (1938-1948) foi de Chefe Regional da Defesa Sanitária Vegetal do Ministério da Agricultura, ficando sediado na cidade de Donaueschingen, no sul da Alemanha.
Com a eclosão da Segunda Guerra Mundial, Barth foi enviado para a França, mas quando a filha Ortrud nasceu, lhe concederam uma curta licença, mas que foi a responsável por salvar sua vida, pois naquele período em que conhecia sua filha, seu pelotão de artilharia foi exterminado no front. Ainda durante os conflitos, Barth estudou física teórica na Universidade de Berlim (1941) e meteorologia, nessa cidade e em Lüben (1941-1942).
Durante a guerra, Barth estudou física teórica na Universidade de Berlim (1941) e meteorologia, nessa cidade e em Lüben (1941-1942). Quando trabalhava como meteorologista no aeroporto de Berlim, Barth ficou soterrado durante um ataque aéreo, o que o tornou claustrofóbico. Foi prisioneiro dos ingleses num campo de concentração na Dinamarca e lá contraiu malária.
Com o fim da guerra, voltou a pé para casa. Conseguiu emprego na companhia farmacêutica Boehringer Ingelheim (1948-1949) e, nas horas vagas, escreveu Der einbändige Brehm, resumindo num único livro o conteúdo dos 13 volumes de Brehms Tierleben, de Alfred Edmund Brehm, enciclopédia de zoologia que começara a ser publicada nos anos 1860.
Com a ajuda do irmão mais velho, Hans Christian Barth, da filial da Bayer, que morava no Rio de Janeiro, Barth emigrou para o Brasil com a esposa e os dois filhos. Em dezembro de 1949, no porto de Hamburgo, a família embarcou num navio de guerra brasileiro, o Duque de Caxias, e na manhã de 6 de janeiro de 1950, a família desembarcou no cais da Praça Mauá, em Santos.
Junto da bagagem, Barth trazia uma carta de apresentação de seu orientador em Bonn para o padre Thomas Borgmeier, franciscano do Convento de Santo Antônio no Rio de Janeiro e especialista em formigas, que o apresentou o zoólogo alemão a Olympio da Fonseca, então diretor do Instituto Oswaldo Cruz. Já em março de 1950, Barth ingressava no instituto com bolsa do Ministério da Saúde.

## Carreira no Brasil
No instituto estabeleceu uma linha de pesquisa sobre anatomia, histologia e fisiologia de insetos, inclusive dos transmissores da Doença de Chagas, procurando desvendar os meios necessários a seu controle, fugindo da descrição morfológica estática. Foi chete da Seção de Entomologia e por duas vezes foi chefe da Divisão de Zoologia Médica do Instituto Oswaldo Cruz.
Por vários anos, desenvolveu e ajudou na implantação do Laboratório de Pesquisas Biológicas do Instituto de Pesquisas da Marinha do Brasil. Formou boa parte da mão de obras de entomólogos da Fiocruz nos anos em que esteve à frente do laboratório. Escreveu cerca de 190 artigos científicos e publicou quatro livros.

## Vida pessoal
Barth e Lilli se casaram em 1938. O casal teve um casal de filhos: Ortrud Monika, em 1939, e Ulrich, em 1943. Ortrud é virologista da Fiocruz.

## Morte
Barth morreu em 1 de janeiro de 1978, aos 64 anos, em Petrópolis.